# Остров Лескова
Остров Лескова (англ. Leskov Island) — небольшой необитаемый остров в архипелаге Южные Сандвичевы острова в южной части Атлантического океана. Входят в состав заморской территории Великобритании Южная Георгия и Южные Сандвичевы Острова (то есть принадлежат Великобритании, но не являются её частью).

## География

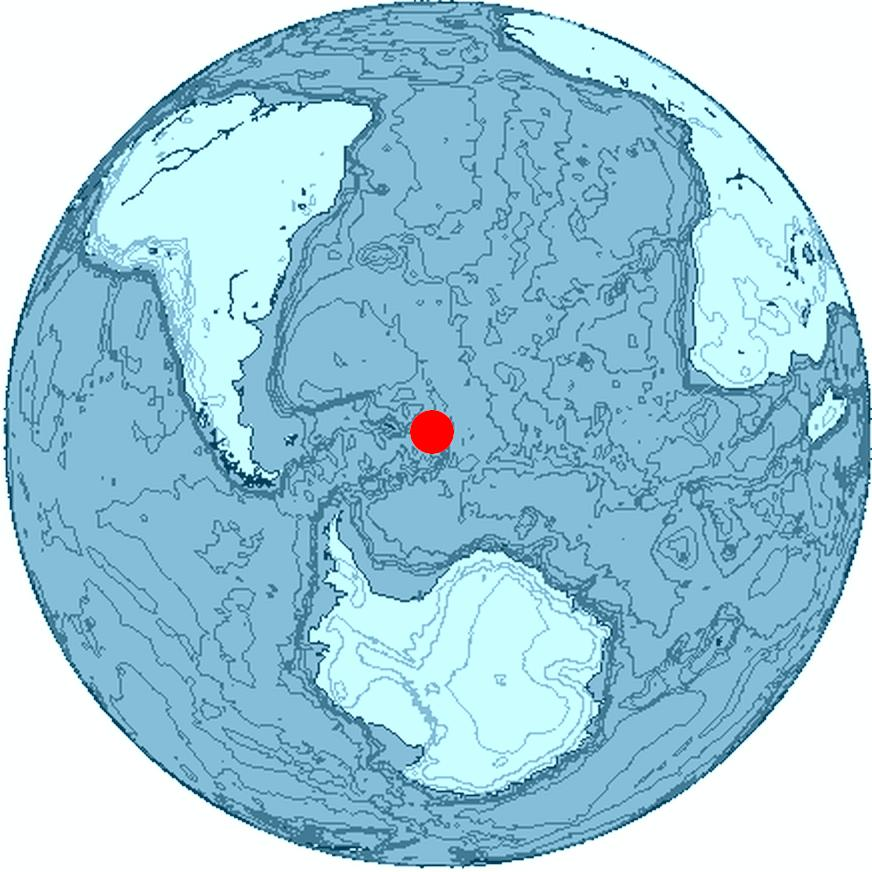
Георасположение Южных Сандвичевых островов

Остров Лескова находится в 520 км к юго-востоку от главного острова Южная Георгия и к северо-востоку от Антарктиды и является частью Южных Сандвичевых островов. Вместе с соседними островами Высоким и Завадовского образует архипелаг Траверсе.
Площадь острова Лескова составляет от силы 0,3 км², а сам он вулканического происхождения. Он отличается от остальных Южных Сандвичевых островов двумя особенностями. Во-первых, остров Лескова расположен вне цепочки, которую образуют соседние острова. Во-вторых, его грунтом является главным образом не базальт, как у других островов, а более чем на половину андезит.

## История
Остров был открыт в 1819 году первой русской антарктической экспедицией Фаддея Фаддеевича Беллинсгаузена и Михаила Петровича Лазарева и назван в честь лейтенанта Аркадия Лескова, третьего офицера шлюпа «Восток».

22 декабря (1819). Ветер был крепкий и развёл большое волнение; луна светила; термометр стоял ниже точки замерзания 0,1°; ночью нам встречались льды огромными глыбами, на румбы ON и SWS; поутру шёл снег. Когда рассвело, мы спустились на OS, но не более часа шёл сим курсом; густая пасмурность принудила привести шлюпы к ветру. В 8 часов утра пасмурность несколько уменьшилась, и мы легли на ONO; временем шёл снег и скрывал всё то, что без препятствий от снега можно бы было усмотреть; в 11 часов, когда несколько прояснилось, открылся к северу в тринадцати милях неизвестный остров; мы к оному поворотили, прибавя парусов, старались держаться ближе, сколько ветер позволял; желали определить положение острова, мрачность сему препятствовала. В начале первого часа пополудни солнце из-за облаков на короткое время проглянуло, и астроному Симонову удалось взять оного высоту, посредством которой определили широту места нашего в полдень 56° 43 южную, долгота была 28° 7 западная; в то же время мы видели остров на NW 24°, в расстоянии пяти миль, что и определяет широту его 56° 41 30", долготу 28° 10; по наблюдению лейтенанта Лазарева широта 56° 41, долгота 28° 7 40". Остров имеет вид хребта горы, высунувшейся из океана, лежит NW и SO 37°, длиною несколько менее двух миль, ширина в половину длины; южная часть оканчивается небольшим, на сахарную голову похожим, возвышением, которое издалека кажется отдельным; весь остров покрыт снегом и льдом, не был ещё известен, а потому я назвал оный остров Лескова, в честь третьего лейтенанта шлюпа «Востока»
— Беллинсгаузен, Фаддей Фаддеевич. Двукратные изыскания в Южном Ледовитом океане и плавание вокруг света в продолжение 1819, 1820 и 1821 годов.